# Cephalopholis boenak
Cephalopholis boenak es una especie de pez del género Cephalopholis, familia Serranidae. Fue descrita científicamente por Bloch en 1790.
Se distribuye por el Indo-Pacífico Occidental: Kenia hasta el sur de Mozambique hacia el Pacífico Occidental. Reportado desde el mar de Arafura. Golfo Pérsico y las islas de Micronesia excepto Palaos. La longitud total (TL) es de 30 centímetros. Habita en arrecifes y se alimenta principalmente de peces y crustáceos. Puede alcanzar los 64 metros de profundidad.
Está clasificada como una especie marina inofensiva para el ser humano.